# Hot-swap
Hot-swap er betegnelsen for enheder i en maskine, oftest en computer, der kan skiftes mens maskinen er i drift. 